# 鈴木武藏
鈴木武蔵（1994年2月11日—），日本足球運動員，現效力日職球隊大阪飛腳，司職前鋒，日本國家足球隊成員。

## 俱樂部生涯
从小铃木就拥有极强的身体素质，高中50米速度达到5秒9，垂直起跳的高度甚至超过了学校使用的测定仪的上限(90cm)。就读于桐生第一高等中学时，在第90回全国高校足球大会中初战就上演帽子戏法，並入选大会优秀选手名单。
2012年赛季从桐生第一高等学校毕业后加入新潟天鹅，可惜在联赛开始前遭遇了右膝半月板伤势。4月对清水心跳的日本联赛杯上获得首秀，在小组赛最后一轮对大宫松鼠的比赛中打入自己职业生涯首球。
2013年赛季，又是在联赛开始前，铃木遭遇左脚踝伤势而不得不休战2个月。在5月对川崎前锋的比赛中，铃木替补出场并攻入个人联赛第一球。在联赛后期阶段，铃木才开始获得稳定的替补出场机会。最终15次替补出场攻入2球。
2014年赛季，在联赛第4轮主场对鸟栖砂岩的比赛中，铃木第一次获得联赛首发机会。当赛季获得了29次出场(14次首发)，贡献了3个进球。而在联赛杯和天皇杯中，铃木一共出场8次但打入了6球。
2015年赛季，铃木在半个多赛季出场13次(2次首发)进1球助攻1次后，他选在租借加入日乙的水户蜀葵，并在联赛后半段，6次出场(4次首发)攻入2球助攻1次。
2016年赛季，租借归来的铃木在球队中的处境依然没有得到改善，联赛第一阶段只在最后三场只得到出场时间，直到联赛第二阶段才逐渐获得一些稳定的替补时间，整个赛季14次(3次首发)出场，仅仅贡献1次助攻。
2017年赛季，依旧没有办法获得稳定出场时间的铃木在夏季选择再次租借离队，留下17次出场(6次首发)进1球的成绩。日乙的松本山雅将铃木租借入队，在2018年冬季转会窗加盟长崎成功丸，但却只给他一些加时出场表现。直到联赛结束，铃木9次替补登场只有106分钟的出场时间，没有进球助攻。赛季结束后铃木选择离开已经效力了6年的新潟天鹅。在这6年中他一共为球队各项比赛出场125次打入15球(日职联赛7球)。
2018年赛季，时任长崎成功丸主教练的高木琢也非常看好铃木，于是球队马上从新潟天鹅签下了他。铃木在前三轮便攻入2球。上半赛季结束时，铃木已经打入5球。但下半赛季长崎表现不佳，直接跌入降级区。经历了连续11轮只取得1胜1平的战绩后，在联赛第26轮对名古屋鲸鱼的联赛中上演个人首个职业联赛帽子戏法逆转对手为球队带来了胜利。虽然最终没能阻止长崎从日职降级。但赛季结束时首次进球达到2位数(29次出场11球1助攻)。
2019年赛季，札幌冈萨多簽入了铃木。转会后铃木在新赛季开始后，铃木在前3轮便攻入3球，并因此得到了国家队的征召。在俱乐部也成为了主力，出场的稳定最终使铃木获得了进一步的提升。最终在赛季结束时，33次出场(32次首发)，进球助攻都创造了个人纪录(13球/3助攻)。连续两年进球破双。在最终射手榜上与小林悠和比利亚一起并列第5(本土射手并列第2)而在日本联赛杯中铃木以6次出场攻入7球助攻2次的成绩带领球队成功进入决赛，虽然最终点球不敌川崎前锋，但依然收获了个人首个联赛杯金靴。
札幌冈萨多发布，前锋铃木武藏正式转会比甲的皇家安特卫普比斯查足球俱乐部，合约为3年，并附带可延长一年的条款。
9月15日比甲第5轮比斯查主场对阵亨克，结果比斯查5:2大胜亨克，铃木武藏在最后补时阶段助攻马里乌斯·诺比西打入1球，取得本赛季首个助攻。9月19日第6轮，比斯查客场挑战沙勒罗瓦，铃木武藏在最后补时阶段打入1球，完成自己的留洋首球，不过球队1:3负于对手。
比甲第7轮主场迎战华斯兰德贝弗伦。铃木武藏第79分钟打入1球帮助球队扳平比分，最终比斯查补时绝杀对手3:2获胜。
大阪飞脚官方宣布签下此前留洋比甲的铃木武藏，他将身披45号征战日职联赛。

## 國家隊生涯
2010年时代表日本U16国家队参加在新潟举行的国际青年足球赛，并且在3场比赛中攻入3球。
2011年时代表日本U17国家队参加了U-17世界杯，总共出场4次。虽然没有进球，但在速度上压制了其他国家的对手。同时日本队也是自1993年后时隔18年再度进入8强。
2012年时代表日本U19国家队参加亚足联U22锦标赛预选赛，首场对澳门的比赛中虽然上演帽子戏法但是左脚骨折，经历了长达4个月的伤病期。
2013年时作为日本U20足球代表队成员参加了第六届东亚运动会，3场3球为球队获得铜牌做出了巨大贡献。
2016年时，作为日本队的一员参加了2016年亚足联U-23锦标赛，出场3次并且在第二场小组赛对泰国的比赛中破门得分。在2016年里约奥运会上，首场对尼日利亚的小组赛中替补出场打入第三球，2场进1球，日本小组出局。
2019年3月14日，第一次入选日本队大名单，并在于哥伦比亚的友谊赛中首次登场。
经过几个月的考察，铃木武藏再次入选日本国家队并将随队参加6月份的2019年美洲杯。
12月10日，在2019年东亚足球锦标赛与中国的比赛中，铃木打入了首粒国家队进球。

## 外部連結
- 鈴木 武蔵 - 北海道コンサドーレ札幌オフィシャルサイト
- 日本職業足球聯賽中的鈴木武藏 （日語）
- 鈴木武藏的X（前Twitter）
- 鈴木武藏的Instagram帳戶